# 6. Biathlon-Weltcup 2022/23 (Antholz-Anterselva)
Der 6. Weltcup der Biathlon-Saison 2022/23 ist traditionell der letzte Weltcup vor Weltmeisterschaften oder olympischen Spielen und fand im Ortsteil Antholz Obertal der italienischen Gemeinde Rasen-Antholz statt. Der Standort in Südtirol war mit etwa 1600 Metern über dem Meeresspiegel der höchstgelegene Austragungsort der Saison. Die Wettkämpfe in der Südtirol Arena wurden zwischen dem 16. und 22. Januar 2022 ausgetragen.

## Wettkampfprogramm
| Datum        | Männer    | Männer               | Frauen    | Frauen             |
| ------------ | --------- | -------------------- | --------- | ------------------ |
| Do, 19.01.23 |           |                      | 14:30 Uhr | Sprint (7,5 km)    |
| Fr, 20.01.23 | 14:30 Uhr | Sprint (10 km)       |           |                    |
| Sa, 21.01.23 | 15:00 Uhr | Verfolgung (12,5 km) | 13:00 Uhr | Verfolgung (10 km) |
| So, 22.01.23 | 14:30 Uhr | Staffel (4 • 7,5 km) | 11:45 Uhr | Staffel (4 • 6 km) |

## Teilnehmende Nationen und Athleten
| Nation                | Anzahl               | Athlet | Athletin |
| Europa (22 Nationen)  | Europa (22 Nationen) | Europa (22 Nationen) | Europa (22 Nationen)                                                                                           |
| --------------------- | -------------------- | --- | --- |
| Belgien               | 2                    | Florent Claude, Thierry Langer                                                                                                | |
| Bulgarien             | 4+(4)                | Wladimir Iliew, Anton Sinapow, Blagoj Todew, Konstantin Wassilew                                                              | Lora Christowa, Walentina Dimitrowa, Daniela Kadewa (nur Staffel), Milena Todorowa                             |
| Deutschland           | 6+6                  | Benedikt Doll, Johannes Kühn, Philipp Nawrath, Roman Rees, Justus Strelow, David Zobel                                        | Denise Herrmann-Wick, Janina Hettich-Walz, Hanna Kebinger, Sophia Schneider, Vanessa Voigt, Anna Weidel        |
| Estland               | (5)+4                | Markus Epner (nur Staffel), Robert Heldna, Tuudor Palm, Raido Ränkel, Rene Zahkna                                             | Susan Külm, Regina Ermits, Johanna Talihärm, Tuuli Tomingas                                                    |
| Finnland              | 5+4                  | Tuomas Harjula, Olli Hiidensalo, Heikki Laitinen, Jaakko Ranta, Tero Seppälä                                                  | Mari Eder, Erika Jänkä, Nastassja Kinnunen, Suvi Minkkinen                                                     |
| Frankreich            | 6+6                  | Fabien Claude, Quentin Fillon Maillet, Antonin Guigonnat, Émilien Jacquelin, Oscar Lombardot, Éric Perrot                     | Sophie Chauveau, Chloé Chevalier, Anaïs Chevalier-Bouchet, Caroline Colombo, Lou Jeanmonnot, Julia Simon       |
| Italien               | 5+5                  | Didier Bionaz, Patrick Braunhofer, Daniele Fauner, Tommaso Giacomel, Elia Zeni                                                | Hannah Auchentaller, Samuela Comola, Rebecca Passler, Lisa Vittozzi, Dorothea Wierer                           |
| Lettland              | (4)+(4)              | Renārs Birkentāls, Edgars Mise, Aleksandrs Patrijuks (nur Staffel), Andrejs Rastorgujevs                                      | Baiba Bendika (nur Staffel), Sandra Buliņa, Sanita Buliņa, Annija Sabule                                       |
| Litauen               | (6)+2                | Karol Dombrovski, Maksim Fomin, Tomas Kaukėnas, Jokūbas Mačkinė (nur Staffel), Nikita Romanov (nur Staffel), Vytautas Strolia | Gabrielė Leščinskaitė, Natalija Kočergina                                                                      |
| Moldau                | (4)+2                | Pawel Magasejew, Maxim Makarow, Andrei Ussow (nur Staffel), Michail Ussow (nur Staffel)                                       | Alla Ghilenko, Alina Stremous                                                                                  |
| Norwegen              | 6+5                  | Filip Fjeld Andersen, Johannes Thingnes Bø, Tarjei Bø, Vetle Sjåstad Christiansen, Johannes Dale, Sturla Holm Lægreid         | Ragnhild Femsteinevik, Karoline Offigstad Knotten, Ida Lien, Marte Olsbu Røiseland, Ingrid Landmark Tandrevold |
| Österreich            | 4+(6)                | Simon Eder, Patrick Jakob, David Komatz, Dominic Unterweger                                                                   | Anna Gandler, Lisa Hauser, Anna Juppe, Julia Schwaiger (nur Staffel), Tamara Steiner, Dunja Zdouc              |
| Polen                 | (4)+(5)              | Jan Guńka, Grzegorz Guzik, Woicjech Skorusa (nur Staffel), Marcin Zawół                                                       | Dominika Bielecka, Joanna Jakieła, Anna Mąka (nur Staffel), Natalia Sidorowicz, Kamila Żuk                     |
| Rumänien              | (4)+(4)              | George Buta, George Colțea (nur Staffel), Raul Flore, Dmitri Schamajew                                                        | Andreea Mezdrea (nur Staffel), Anastassija Tolmatschowa, Jelena Tschirkowa, Natalja Uschkina                   |
| Schweden              | 6+6                  | Peppe Femling, Jesper Nelin, Emil Nykvist, Martin Ponsiluoma, Sebastian Samuelsson, Malte Stefansson                          | Mona Brorsson, Tilda Johansson, Anna Magnusson, Elvira Öberg, Hanna Öberg, Linn Persson                        |
| Schweiz               | 5+(6)                | Joscha Burkhalter, Jeremy Finello, Niklas Hartweg, Sebastian Stalder, Serafin Wiestner                                        | Amy Baserga, Aita Gasparin, Elisa Gasparin, Lena Häcki-Groß, Lydia Hiernickel, Lea Meier (nur Staffel)         |
| Slowakei              | 1+4                  | Michal Šíma | Paulína Bátovská Fialková, Ivona Fialková, Mária Remeňová, Zuzana Remeňová                                     |
| Slowenien             | (6)+(5)              | Alex Cisar, Miha Dovžan, Jakov Fak, Lovro Planko, Rok Tršan (nur Staffel), Anton Vidmar                                       | Polona Klemenčič (nur Staffel), Živa Klemenčič, Anamarija Lampič, Lena Repinc, Klara Vindišar (nur Staffel)    |
| Spanien               | 1                    | Roberto Piqueras | |
| Tschechien            | 5+5                  | Michal Krčmář, Vítězslav Hornig, Tomáš Mikyska, Jakub Štvrtecký, Adam Václavík                                                | Lucie Charvátová, Markéta Davidová, Jessica Jislová, Eliška Václavíková, Tereza Voborníková                    |
| Ukraine               | (6)+5                | Anton Dudtschenko, Taras Lessjuk, Denys Nassyko, Artem Pryma, Artem Tyschtschenko, Bohdan Zymbal (nur Staffel)                | Olena Bilossjuk, Julija Dschyma, Anna Krywonos, Anastassija Merkuschyna, Oleksandra Merkuschyna                |
| Amerika (2 Nationen)  |                      | | |
| Kanada                | (5)+4                | Zachary Connelly (nur Staffel), Christian Gow, Trevor Kiers, Logan Pletz, Adam Runnalls                                       | Emily Dickson, Emma Lunder, Nadia Moser, Benita Peiffer                                                        |
| Vereinigte Staaten    | (5)+5                | Vincent Bonacci, Václav Červenka, Maxime Germain, Camren Nielsen (nur Staffel), Paul Schommer                                 | Jacqueline Garso, Amanda Kautzer, Chloe Levins, Deedra Irwin, Joanne Reid                                      |
| Asien (3 Nationen)    |                      | | |
| Japan                 | 2+4                  | Kiyomasa Ojima, Mikito Tachizaki                                                                                              | Hikaru Fukuda, Asuka Hachisuka, Aoi Sato, Fuyuko Tachizaki                                                     |
| Kasachstan            | (4)+2                | Danil Belezki, Ässet Düissenow, Nikita Akimow (nur Staffel), Sergei Sirik                                                     | Ljudmila Achatowa, Anastassija Kondratjewa                                                                     |
| Südkorea              | 2+2                  | Choi Du-jin, Timofei Lapschin                                                                                                 | Jekaterina Awwakumowa, Ko Eun-jung                                                                             |
| Ozeanien (2 Nationen) |                      | | |
| Australien            | 1                    | | Darcie Morton                                                                                                  |
| Neuseeland            | 1                    | Campbell Wright | |

## Ausgangslage
Als Führende der Gesamtwertung gingen weiterhin und mit steigendem Abstand Johannes Thingnes Bø und Julia Simon an den Start.

Im deutschen Team bestritt Hanna Kebinger nach ihren Erfolgen im IBU-Cup ihren ersten Weltcup der Saison und ersetzte damit Juliane Frühwirt, der eigentlich für Philipp Nawrath eingeplante Lucas Fratzscher konnte wegen einer Erkrankung nicht an den Start gehen. In Österreichs Mannschaft stieg Anna Gandler im Tausch gegen Kristina Oberthaler wieder ein, im Männerteam fehlten weiterhin Felix Leitner und Harald Lemmerer, Patrick Jakob kam für Lucas Pitzer zurück. Während bei den Schweizern Lydia Hiernickel ihr Weltcupdebüt gab, damit Lea Meier ersetzte, und Joscha Burkhalter wieder zurück im Team war, wurde Federica Sanfilippo nicht für ihre Heimrennen nominiert und gab daraufhin ihr Karriereende im Biathlon bekannt. Weiterhin startete Hannah Auchentaller im Tausch gegen Eleonora Fauner, Elia Zeni gab sein Debüt.

## Ergebnisse
| 6. Weltcup in Antholz, 2. bis 8. Januar 2023 | 6. Weltcup in Antholz, 2. bis 8. Januar 2023 | 6. Weltcup in Antholz, 2. bis 8. Januar 2023                                          | 6. Weltcup in Antholz, 2. bis 8. Januar 2023                                       | 6. Weltcup in Antholz, 2. bis 8. Januar 2023                                 |
| -------------------------------------------- | -------------------------------------------- | ------------------------------------------------------------------------------------- | ---------------------------------------------------------------------------------- | ---------------------------------------------------------------------------- |
| Datum                                        | Disziplin                                    | Erster Platz                                                                          | Zweiter Platz                                                                      | Dritter Platz                                                                |
| 19. Januar 2023 (Do.)                        | Sprint (7,5 km)                              | Dorothea Wierer                                                                       | Chloé Chevalier                                                                    | Elvira Öberg                                                                 |
| 20. Januar 2023 (Fr.)                        | Sprint (10 km)                               | Johannes Thingnes Bø                                                                  | Martin Ponsiluoma                                                                  | Sturla Holm Lægreid                                                          |
| 21. Januar 2023 (Sa.)                        | Verfolgung (10 km)                           | Denise Herrmann-Wick                                                                  | Lisa Vittozzi                                                                      | Elvira Öberg                                                                 |
| 21. Januar 2023 (Sa.)                        | Verfolgung (12,5 km)                         | Johannes Thingnes Bø                                                                  | Sturla Holm Lægreid                                                                | Martin Ponsiluoma                                                            |
| 22. Januar 2023 (So.)                        | Staffel (4 • 6 km)                           | FrankreichLou Jeanmonnot Anaïs Chevalier-Bouchet Chloé Chevalier Julia Simon          | SchwedenLinn Persson Anna Magnusson Hanna Öberg Elvira Öberg                       | DeutschlandVanessa Voigt Sophia Schneider Janina Hettich-Walz Hanna Kebinger |
| 22. Januar 2023 (So.)                        | Staffel (4 • 7,5 km)                         | NorwegenSturla Holm Lægreid Tarjei Bø Johannes Thingnes Bø Vetle Sjåstad Christiansen | FrankreichAntonin Guigonnat Fabien Claude Émilien Jacquelin Quentin Fillon Maillet | DeutschlandDavid Zobel Johannes Kühn Benedikt Doll Roman Rees                |

## Verlauf

### Sprint

#### Frauen
Start: Donnerstag, 19. Januar 2023, 14:30 Uhr
| Platz | Sportler              | Zeit        | Schießfehler |
| ----- | --------------------- | ----------- | ------------ |
| 1     | Dorothea Wierer       | 20:59,6 min | 0+0          |
| 2     | Chloé Chevalier       | +2,8        | 0+0          |
| 3     | Elvira Öberg          | +8,7        | 0+0          |
| 4     | Marte Olsbu Røiseland | +14,7       | 0+1          |
| 5     | Anamarija Lampič      | +18,4       | 1+1          |
| 6     | Denise Herrmann-Wick  | +23,1       | 2+0          |
| 7     | Janina Hettich-Walz   | +23,6       | 0+0          |
| 8     | Caroline Colombo      | +26,5       | 1+0          |
| 9     | Julia Simon           | +26,7       | 0+2          |
| 10    | Lou Jeanmonnot        | +28,9       | 0+1          |
| 0     |                       |             |              |
| 12    | Lisa Hauser           | +35,6       | 1+0          |
| 13    | Lisa Vittozzi         | +45,2       | 2+0          |
| 19    | Hanna Kebinger        | +1:05,5     | 0+1          |
| 21    | Sophia Schneider      | +1:11,9     | 0+2          |
| 23    | Anna Juppe            | +1:17,1     | 1+1          |
| 24    | Lena Häcki-Groß       | +1:20,4     | 2+1          |
| 25    | Samuela Comola        | +1:21,0     | 1+0          |
| 26    | Dunja Zdouc           | +1:22,5     | 0+0          |
| 29    | Vanessa Voigt         | +1:27,0     | 0+2          |
| 38    | Franziska Preuß       | +1:40,7     | 1+0          |
| 39    | Anna Gandler          | +1:43,4     | 0+1          |
| 41    | Aita Gasparin         | +1:44,2     | 0+1          |
| 42    | Hannah Auchentaller   | +1:45,7     | 0+2          |
| 49    | Elisa Gasparin        | +1:59,0     | 1+1          |
| 54    | Rebecca Passler       | +2:14,1     | 2+1          |
| 74    | Lydia Hiernickel      | +3:05,3     | 1+3          |
| DNS   | Tamara Steiner        |             |              |
| DNS   | Amy Baserga           |             |              |

Gemeldet: 98
Nicht am Start: 2
Ein Jahr nach ihrem letzten Sieg gewann Dorothea Wierer bei ihrem Heimweltcup ein weiteres Rennen gewinnen. Hinter ihr stand Chloé Chevalier erstmals in ihrer Karriere auf einem Einzelpodest, bis zur letzten Zwischenzeit war die Französin sogar in Führung. Zum ersten Mal traf Anamarija Lampič acht Scheiben in einem Sprint und wurde dank Laufbestzeit zum zweiten Mal Fünfte, für Janina Hettich-Walz und Caroline Colombo sprang das jeweils zweitbeste Karriereresultat heraus. Die beste Weltcupplatzierung und Ranglistenpunkte gab es für Hanna Kebinger, Anna Juppe und Tilda Johansson (33. Platz). Bis auf Debütantin Lydia Hiernickel erreichten alle deutschsprachigen Athleten den Verfolger, Ida Lien und Joanna Jakieła stürzten in der ersten Runde und verpassten ebendiesen deshalb.

#### Männer
Start: Freitag, 20. Januar 2023, 14:30 Uhr
| Platz | Sportler                   | Zeit        | Schießfehler |
| ----- | -------------------------- | ----------- | ------------ |
| 1     | Johannes Thingnes Bø       | 22:44,1 min | 1+0          |
| 2     | Martin Ponsiluoma          | +31,4       | 1+0          |
| 3     | Sturla Holm Lægreid        | +37,3       | 0+0          |
| 4     | Roman Rees                 | +56,7       | 1+0          |
| 5     | Vetle Sjåstad Christiansen | +57,0       | 1+0          |
| 6     | Émilien Jacquelin          | +1:07,5     | 0+1          |
| 7     | Tommaso Giacomel           | +1:10,2     | 0+1          |
| 8     | Simon Eder                 | +1:11,1     | 0+0          |
| 9     | Justus Strelow             | +1:23,6     | 0+0          |
| 10    | Fabien Claude              | +1:26,0     | 1+1          |
| 11    | Niklas Hartweg             | +1:26,5     | 0+0          |
| 12    | Benedikt Doll              | +1:30,5     | 2+1          |
| 0     |                            |             |              |
| 16    | Sebastian Stalder          | +1:37,6     | 0+1          |
| 21    | Serafin Wiestner           | +1:48,3     | 0+1          |
| 33    | David Zobel                | +2:11,0     | 0+2          |
| 36    | Dominic Unterweger         | +2:14,6     | 0+0          |
| 39    | Philipp Nawrath            | +2:21,5     | 1+2          |
| 45    | David Komatz               | +2:32,6     | 0+2          |
| 48    | Didier Bionaz              | +2:35,6     | 1+2          |
| 52    | Elia Zeni                  | +2:41,9     | 1+1          |
| 54    | Johannes Kühn              | +2:46,6     | 2+2          |
| 63    | Jeremy Finello             | +3:00,9     | 1+4          |
| 68    | Patrick Braunhofer         | +3:08,0     | 1+1          |
| 73    | Thierry Langer             | +3:17,3     | 2+1          |
| 74    | Joscha Burkhalter          | +3:23,3     | 1+1          |
| 81    | Daniele Fauner             | +3:47,2     | 1+1          |
| 92    | Patrick Jakob              | +4:15,1     | 1+2          |

Gemeldet: 101
Nicht am Start: 3
Hinter Seriensieger Johannes Thingnes Bø, der seinen Weltcuppunktestand auf über 1000 Punkte brachte, ordnete sich Martin Ponsiluoma zum zweiten Mal im Winter auf dem Podest ein. Roman Rees überraschte mit der drittschnellsten Schlussrunde und lief bis auf Rang 4. Ergebnisse unter den besten Zehn gab es für Giacomel, Eder und Strelow, für den Österreicher war es das beste Saisonresultat. Die Schweizer Mannschaft präsentierte sich, bis auf Finello und Burkhalter, geschlossen stark, auch die deutschen Athleten konnten überzeugen. Für Adam Runnalls (12.) und Christian Gow (17.) platzierten sich zwei Kanadier unter den besten 20, Runnalls erzielte damit wie auch der Österreicher Dominic Unterweger sein Karrierebestergebnis. Elia Zeni konnte bei seinem Weltcupdebüt sofort den Verfolger erreichen.

### Verfolgung

#### Frauen
Start: Samstag, 21. Januar 2023, 13:00 Uhr
| Platz | Sportler              | Zeit        | Schießfehler |
| ----- | --------------------- | ----------- | ------------ |
| 1     | Denise Herrmann-Wick  | 29:53,1 min | 0+1+0+1      |
| 2     | Lisa Vittozzi         | +11,0       | 0+0+0+0      |
| 3     | Elvira Öberg          | +17,2       | 0+1+0+1      |
| 4     | Hanna Öberg           | +21,5       | 0+2+1+0      |
| 5     | Marte Olsbu Røiseland | +25,4       | 0+1+0+2      |
| 6     | Markéta Davidová      | +27,6       | 0+0+1+1      |
| 7     | Dorothea Wierer       | +42,2       | 0+0+1+2      |
| 8     | Lou Jeanmonnot        | +1:07,0     | 0+1+0+2      |
| 9     | Lena Häcki-Groß       | +1:19,5     | 1+1+1+0      |
| 10    | Hanna Kebinger        | +1:19,6     | 0+0+1+0      |
| 11    | Lisa Hauser           | +1:21,5     | 0+1+1+1      |
| 12    | Janina Hettich-Walz   | +1:26,7     | 1+1+2+0      |
| 0     |                       |             |              |
| 21    | Sophia Schneider      | +1:59,8     | 0+2+1+1      |
| 25    | Vanessa Voigt         | +2:18,4     | 1+0+0+1      |
| 27    | Dunja Zdouc           | +2:38,7     | 0+0+0+0      |
| 28    | Rebecca Passler       | +2:42,0     | 0+0+0+2      |
| 32    | Anna Juppe            | +3:06,9     | 1+1+2+1      |
| 33    | Hannah Auchentaller   | +3:09,0     | 0+0+2+1      |
| 34    | Franziska Preuß       | +3:12,1     | 1+0+1+1      |
| 40    | Samuela Comola        | +3:33,0     | 1+0+0+3      |
| 50    | Elisa Gasparin        | +6:18,1     | 2+0+2+3      |
| LPD   | Anna Gandler          |             | 2+1+3+0      |
| DNS   | Aita Gasparin         |             |              |

Gemeldet: 60
Nicht am Start: 5
Nicht beendet:  Erika Jänkä
Überrundet: 3
Zum ersten Mal seit der Saison 2018/19 gewann Denise Herrmann-Wick ein Verfolgungsrennen, dahinter machte Lisa Vittozzi zwölf Positionen gut und platzierte sich vor Elvira Öberg auf Platz 2. Lena Häcki-Groß erzielte ihr bestes Saisonergebnis und schlug im Zielsprint Hanna Kebinger, die sich zum ersten Mal in ihrer Karriere unter den besten 10 platzierte. Ebenfalls das beste Karriereergebnis gab es für Tilda Johansson (20.) und Hannah Auchentaller, Julia Simon fiel nach sieben Schießfehlern um neun Plätze zurück. Alle Scheiben trafen Vittozzi, Zdouc, Karoline Offigstad Knotten und Mona Brorsson, Rebecca Passler lief von 54 auf 28 und holte damit die meisten Plätze auf.

#### Männer
Start: Samstag, 21. Januar 2023, 15:00 Uhr
| Platz | Sportler                   | Zeit        | Schießfehler |
| ----- | -------------------------- | ----------- | ------------ |
| 1     | Johannes Thingnes Bø       | 31:24,4 min | 0+0+1+1      |
| 2     | Sturla Holm Lægreid        | +40,2       | 0+0+0+0      |
| 3     | Martin Ponsiluoma          | +1:02,1     | 1+1+0+0      |
| 4     | Roman Rees                 | +1:34,3     | 1+0+0+0      |
| 5     | Johannes Dale              | +2:00,8     | 0+0+0+1      |
| 6     | Vetle Sjåstad Christiansen | +2:17,8     | 1+1+2+0      |
| 7     | Niklas Hartweg             | +2:21,8     | 0+0+0+1      |
| 8     | Sebastian Stalder          | +2:22,8     | 0+0+1+0      |
| 9     | Simon Eder                 | +2:26,5     | 0+1+0+0      |
| 10    | Benedikt Doll              | +2:33,0     | 0+0+1+2      |
| 0     |                            |             |              |
| 12    | Tommaso Giacomel           | +2:37,3     | 1+1+0+2      |
| 16    | Justus Strelow             | +3:06,1     | 0+0+1+1      |
| 20    | David Zobel                | +3:15,5     | 1+0+0+0      |
| 25    | Johannes Kühn              | +3:52,7     | 0+1+1+1      |
| 27    | Dominic Unterweger         | +4:03,5     | 0+0+1+1      |
| 29    | Didier Bionaz              | +4:04,0     | 0+0+1+2      |
| 34    | Philipp Nawrath            | +4:19,7     | 0+0+2+2      |
| 49    | David Komatz               | +5:52,5     | 1+1+1+1      |
| 50    | Serafin Wiestner           | +5:56,2     | 1+3+2+1      |
| 51    | Elia Zeni                  | +6:05,9     | 0+0+2+2      |

Gemeldet: 60
Nicht am Start: 3
Überrundet: 5
Mit 16 Verfolgungssiegen überholte Johannes Thingnes Bø die Marke Raphaël Poirées und ist drittbester Athlet in dieser Disziplin, dahinter reihten sich mit großem Abstand dieselben Athleten wie im Sprint ein. Das zweitbeste Saisonergebnis gab es für Johannes Dale; Hartweg, Stalder und Eder bestätigten ihr gutes Sprintresultat und liefen in die Top 10. Johannes Kühn lief von 54 auf 25 und machte damit die meisten Plätze gut, alle zwanzig Scheiben traf ausschließlich Sturla Holm Lægreid.

### Staffel

#### Frauen
Start: Sonntag, 22. Januar 2023, 11:45 Uhr
| Platz | Land        | Sportler                                                                        | Zeit        | Strafrunden + Nachlader         |
| ----- | ----------- | ------------------------------------------------------------------------------- | ----------- | ------------------------------- |
| 1     | Frankreich  | Lou Jeanmonnot Anaïs Chevalier-Bouchet Chloé Chevalier Julia Simon              | 1:07:21,3 h | 0+0+ 0+1 0+1 0+0 0+0 0+0        |
| 2     | Schweden    | Linn Persson Anna Magnusson Hanna Öberg Elvira Öberg                            | +45,2       | 0+1 0+0 0+3 0+0 0+1 0+0 0+0 0+3 |
| 3     | Deutschland | Vanessa Voigt Sophia Schneider Janina Hettich-Walz Hanna Kebinger               | +1:16,9     | 0+0 0+2 0+1 0+2 0+1 0+1 0+2 0+1 |
| 4     | Italien     | Rebecca Passler Dorothea Wierer Hannah Auchentaller Lisa Vittozzi               | +1:30,4     | 0+0 0+0 0+2 0+1 0+0 1+3 0+0 0+0 |
| 5     | Österreich  | Dunja Zdouc Anna Gandler Anna Juppe Julia Schwaiger                             | +1:56,1     | 0+0 0+0 0+0 0+2 0+0 0+1         |
| 6     | Norwegen    | Ragnhild Femsteinevik Ida Lien Marte Olsbu Røiseland Ingrid Landmark Tandrevold | +2:35,4     | 0+1 0+1 1+3 0+1 0+0 0+0 0+0 2+3 |
| 7     | Schweiz     | Aita Gasparin Elisa Gasparin Lea Meier Lena Häcki-Groß                          | +3:13,2     | 0+0 0+1 0+1 0+1 0+0 0+2 0+1 0+1 |
| 8     | Kanada      | Emma Lunder Nadia Moser Benita Peiffer Emily Dickson                            | +3:42,1     | 0+1 0+0 0+0 0+1 0+2 0+1         |
| 9     | Ukraine     | Anna Krywonos Julija Dschyma Olena Bilossjuk Anastassija Merkuschyna            | +3:49,0     | 0+0 0+1 0+1 0+1 0+0 0+2 0+0 0+1 |
| 10    | Tschechien  | Tereza Voborníková Jessica Jislová Markéta Davidová Lucie Charvátová            | +4:12,7     | 0+0 0+0 0+0 0+1 0+3 0+3 0+3 2+3 |

Gemeldet: 20 Staffeln
Nicht am Start:  Japan
Überrundet: 8
Zum zweiten Mal in der Saison war das französische Quartett siegreich, mit nur zwei Nachladern hatte man auch das beste Schießergebnis des kompletten Winters. Hinter dem erwartbaren Podest der Schweden lief die deutsche Staffel ohne Denise Herrmann-Wick auf das Podest, Hanna Kebinger hielt auf der Schlussrunde den Abstand zu Lisa Vittozzi groß. Das österreichische Team lief ohne Lisa Hauser zum besten Frauenstaffelergebnis der Geschichte, maßgeblich dafür waren die lediglich drei Nachlader. Auch Kanada hielt sich von Anfang an im Vorderfeld und landete schlussendlich auf Rang 8, was gleichzeitig das beste Ergebnis seit Dezember 2019 war.

#### Männer
Start: Sonntag, 22. Januar 2023, 14:30 Uhr
| Platz | Land        | Sportler                                                                      | Zeit      | Strafrunden + Nachlader         |
| ----- | ----------- | ----------------------------------------------------------------------------- | --------- | ------------------------------- |
| 1     | Norwegen    | Sturla Holm Lægreid Tarjei Bø Johannes Thingnes Bø Vetle Sjåstad Christiansen | 1:11:50,2 | 0+0 0+1 0+1 0+0 0+2 0+0 0+1 0+1 |
| 2     | Frankreich  | Antonin Guigonnat Fabien Claude Émilien Jacquelin Quentin Fillon Maillet      | +59,0     | 0+1 0+0 0+1 0+1 0+0 0+0 0+1 0+2 |
| 3     | Deutschland | David Zobel Johannes Kühn Benedikt Doll Roman Rees                            | +2:17,5   | 0+1 0+0 0+1 0+1 0+3 0+0 0+2 1+3 |
| 4     | Schweden    | Jesper Nelin Peppe Femling Martin Ponsiluoma Sebastian Samuelsson             | +2:38,7   | 0+1 0+2 0+0 1+3 0+1 0+3 0+1 0+2 |
| 5     | Italien     | Patrick Braunhofer Tommaso Giacomel Didier Bionaz Elia Zeni                   | +2:47,3   | 0+0 0+2 0+0 0+1                 |
| 6     | Tschechien  | Michal Krčmář Tomáš Mikyska Adam Václavík Jakub Štvrtecký                     | +2:51,5   | 0+0 0+2 0+2 0+2 0+1 0+2 0+0 0+1 |
| 7     | Schweiz     | Sebastian Stalder Serafin Wiestner Niklas Hartweg Jeremy Finello              | +2:55,7   | 0+0 0+1 1+3 0+2 0+1 0+1 0+2 0+3 |
| 8     | Ukraine     | Artem Pryma Denys Nassyko Bohdan Zymbal Anton Dudtschenko                     | +3:52,8   | 0+0 0+1 0+1 0+2 0+1 0+1 0+2 0+0 |
| 9     | Finnland    | Tuomas Harjula Jaakko Ranta Tero Seppälä Olli Hiidensalo                      | +4:03,1   | 0+0 0+0 0+1 1+3 2+3 0+1 0+0 0+0 |
| 10    | Slowenien   | Alex Cisar Miha Dovžan Rok Tršan Toni Vidmar                                  | +4:27,9   | 0+2 0+1 0+0 1+3 0+0 0+3 0+1 0+1 |
| 11    | Österreich  | David Komatz Simon Eder Dominic Unterweger Patrick Jakob                      | +4:56,6   | 0+2 0+2 0+0 0+2 0+0 0+0 0+0 0+3 |

Gemeldet und am Start: 21 Staffeln
Überrundet: 8
Im vierten Staffelbewerb der Saison war der Rennverlauf trotz großer Zeitabstände nicht extrem deutlich, nach zwischenzeitlichem Rückstand gewannen trotzdem die Norweger vor Frankreich und Deutschland. Einen großen Erfolg gab es für die italienische Staffel, mit einem kombinierten Alter von 89 Jahren waren die Italiener auch das mit Abstand jüngste Team. In die Top 10 liefen ansonsten fast ausnahmslos die Nationen, die dies auch in den vorherigen Saisonrennen realisierten, Österreich klassierte sich knapp dahinter.

## Auswirkungen
| Rang | Name                       | Punkte | Siege | Verän- derung |
| ---- | -------------------------- | ------ | ----- | ------------- |
| 1    | Johannes Thingnes Bø       | 1139   | 11    |               |
| 2    | Sturla Holm Lægreid        | 920    | 1     |               |
| 3    | Vetle Sjåstad Christiansen | 588    | 0     |               |
| 4    | Quentin Fillon Maillet     | 483    | 0     |               |
| 5    | Martin Ponsiluoma          | 467    | 1     |               |
| 6    | Johannes Dale              | 460    | 0     |               |
| 7    | Benedikt Doll              | 455    | 0     |               |
| 8    | Tarjei Bø                  | 448    | 0     |               |
| 9    | Roman Rees                 | 444    | 0     |               |
| 10   | Émilien Jacquelin          | 431    | 0     |               |

| Rang | Name                       | Punkte | Siege | Verän- derung |
| ---- | -------------------------- | ------ | ----- | ------------- |
| 1    | Julia Simon                | 811    | 3     |               |
| 2    | Elvira Öberg               | 735    | 3     |               |
| 3    | Lisa Vittozzi              | 641    | 1     |               |
| 4    | Dorothea Wierer            | 603    | 1     |               |
| 5    | Denise Herrmann-Wick       | 588    | 2     |               |
| 6    | Lisa Hauser                | 506    | 2     |               |
| 7    | Linn Persson               | 498    | 0     |               |
| 8    | Markéta Davidová           | 495    | 0     |               |
| 9    | Ingrid Landmark Tandrevold | 477    | 0     |               |
| 10   | Hanna Öberg                | 445    | 1     |               |

## Debütanten
Folgende Athleten nahmen zum ersten Mal an einem Biathlon-Weltcup teil. Dabei kann es sich sowohl um Individualrennen, als auch um Staffelrennen handeln.
| Männer          | Frauen           |
| --------------- | ---------------- |
| Markus Epner    | Lydia Hiernickel |
| Elia Zeni       | Amanda Kautzer   |
| Kiyomasa Ojima  |                  |
| Nikita Akimow   |                  |
| Jokūbas Mačkinė |                  |
| Vincent Bonacci |                  |
| Camren Nielsen  |                  |